# Wodlosero

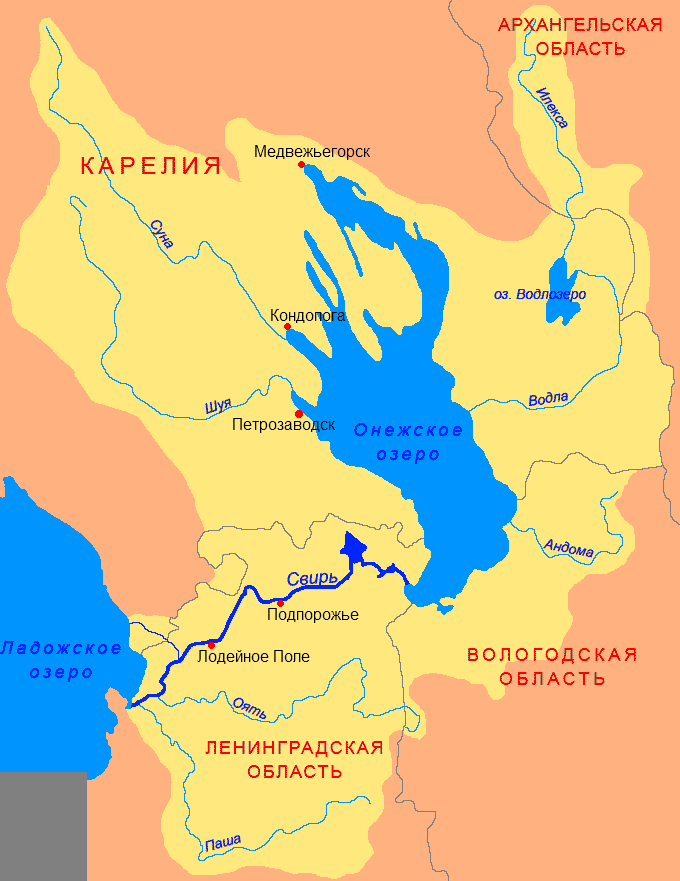
Lage des Wodlosero (rechts oben) im Einzugsgebiet des Swir

Der Wodlosero (russisch Водлозеро, finnisch Vodlajärvi) ist ein See im Südosten der russischen Republik Karelien im Rajon Pudosch.
Der See liegt im Einzugsgebiet des Onegasees.
Die Wasserfläche beträgt 322 km².
Einschließlich Inseln beträgt die Gesamtfläche 370 km².
Im See befinden sich mehr als 190 Inseln.
Der Wasserspiegel kann bis zu 2 m schwanken.
Er liegt auf 136 m Höhe, hat eine Länge von 36 km und eine maximale Breite von 16 km.
Die maximale Tiefe beträgt 16 m, die durchschnittliche Tiefe liegt bei 3,1 m.
Die Wassertemperaturen erreichen im Sommer 22–25 °C.
Zwischen November und Anfang Mai ist der See von einer Eisdecke bedeckt.
Das Einzugsgebiet des Sees umfasst 5280 km².
Wichtigster Zufluss ist die Ileksa.
Es gibt zwei Abflüsse an seinem Ostufer. Die nördlich verlaufende Suchaja Wodla und die südlich verlaufende Wama. Die Flüsse vereinigen sich östlich des Wodlosero zur Wodla, die zuerst nach Süden und dann nach Westen zum Onegasee fließt.
Der See ist von Nadelwäldern (Fichte, Kiefer, Lärche) und Sumpfgebieten umgeben.
Der Wodlosero ist fischreich. 
Es gibt u. a. folgende Fischarten im See: Kleine Maräne, Coregonus, Zander, Brachse, Aland, Quappe und Stint.  
Seit 1991 ist der See Wodlosero Teil des Wodlosero-Nationalparks.